# George Blagden
George Paul Blagden (Londres, 28 de dezembro de 1989) é um ator inglês. Ele é mais conhecido por seu papel como Athelstan, na série de televisão Vikings. Ele também atuou em Les Misérables em 2012, como Grantaire. Este também interpretou Luís XIV da França, da série de televisão Versailles (série de televisão), atualmente finalizada.

## Carreira
Em 2011, Blagden recebeu seu primeiro papel como ator, Andy, no filme After the Dark, que foi lançado em 2014. Ele já apareceu em Wrath of the Titans, Les Misérables, e Vikings. A mais recente aparição de Blagden na tela encontra-se na série de drama  Versailles (série de televisão), como a principal personagem de Louis XIV.

## Vida pessoal
Ele é um defensor da Diabetes UK; de 4 a 6 de setembro de 2015, ele foi de bicicleta de Londres para Paris em menos de 72 horas e levantou cerca de 5 000 libras para a caridade. Ele vive atualmente em Londres.

## Filmografia
| Ano  | Título                                      | Papel       | Notas |
| ---- | ------------------------------------------- | ----------- | --- |
| 2014 | Blood Moon                                  | Jake Norman | |
| 2014 | Holding on for a Good Time (curta-metragem) | Fellini     | |
| 2014 | The Tap Tap Lady (curta-metragem)           | Hugh        | |
| 2013 | After the Dark                              | Andy        | |
| 2012 | Wrath of the Titans                         | Soldado #1  | |
| 2012 | Les Misérables                              | Grantaire   | National Board of Review Award de Melhor Elenco Satellite Award de Melhor Elenco Cinematográfico Washington D.C. Area Film Critics Association de Melhor Grupo Nomeado—Broadcast Film Critics Association Award de Melhor Atuação em Conjunto Nomeado—Phoenix Film Critics Society Award de Melhor Elenco Nomeado—San Diego Film Critics Society Award de Melhor Desempenho por um Conjunto Nomeado—Screen Actors Guild Award de melhor Desempenho de um Elenco em um filme |
| 2017 | How You Look at Me                          | Charlie     | |

| Ano     | Título       | Papel     | Notas                   |
| ------- | ------------ | --------- | ----------------------- |
| 2015-18 | Versailles   | Luís XIV  | Elenco Principal        |
| 2013-15 | Vikings      | Athelstan | Elenco principal        |
| 2017    | Black Mirror |           | Episódio: "Hang the DJ" |

## Prêmios
| Ano  | Prêmio                                              | Categoria                                     | Filme          | Resultado |
| ---- | --------------------------------------------------- | --------------------------------------------- | -------------- | --------- |
| 2012 | National Board of Review of Motion Pictures         | Melhor Atuação por um Conjunto                | Les Misérables |           |
| 2012 | National Board of Review of Motion Pictures         | Melhor Grupo                                  | Les Misérables |           |
| 2012 | San Diego Film Critics Society                      | Melhor Grupo                                  | Les Misérables |           |
| 2012 | Satellite Awards                                    | Melhor Grupo Cinematográfico                  | Les Misérables |           |
| 2012 | Associação de Críticos de Cinema de Washington D.C. | Melhor Atuação em Conjunto                    | Les Misérables |           |
| 2013 | Screen Actors Guild Awards                          | Excelente Desempenho de um Elenco em um filme | Les Misérables |           |